# 弼榮大王
弼荣大王（필영대왕，?—?），高麗王朝初期的王室。
他的名字没有出现在《高丽史》或《高丽史节要》中，1977年在江原道宁越郡寿州面兴宁寺遗址发现的澄曉大师的铭文纪录有弼荣大王之号，在2000年后被释读后，才为人所知。
兴宁寺建于924年（高丽太祖七年），944年（高丽惠宗二年）立碑。石碑上刻有对建寺做出贡献的人物名单，他的名号在王尧、王昭之后，英章、王景、金镒、刘兢达、王规之前，他被尊为大王，而不是太子。由于他被高丽惠宗尊为国王，推测他在944年立碑前去世。对于他是高丽太祖王建的儿子还是兄弟，相关资料没有记载。他的生平也不得而知。